# Multiplexador de acesso à linha digital do assinante

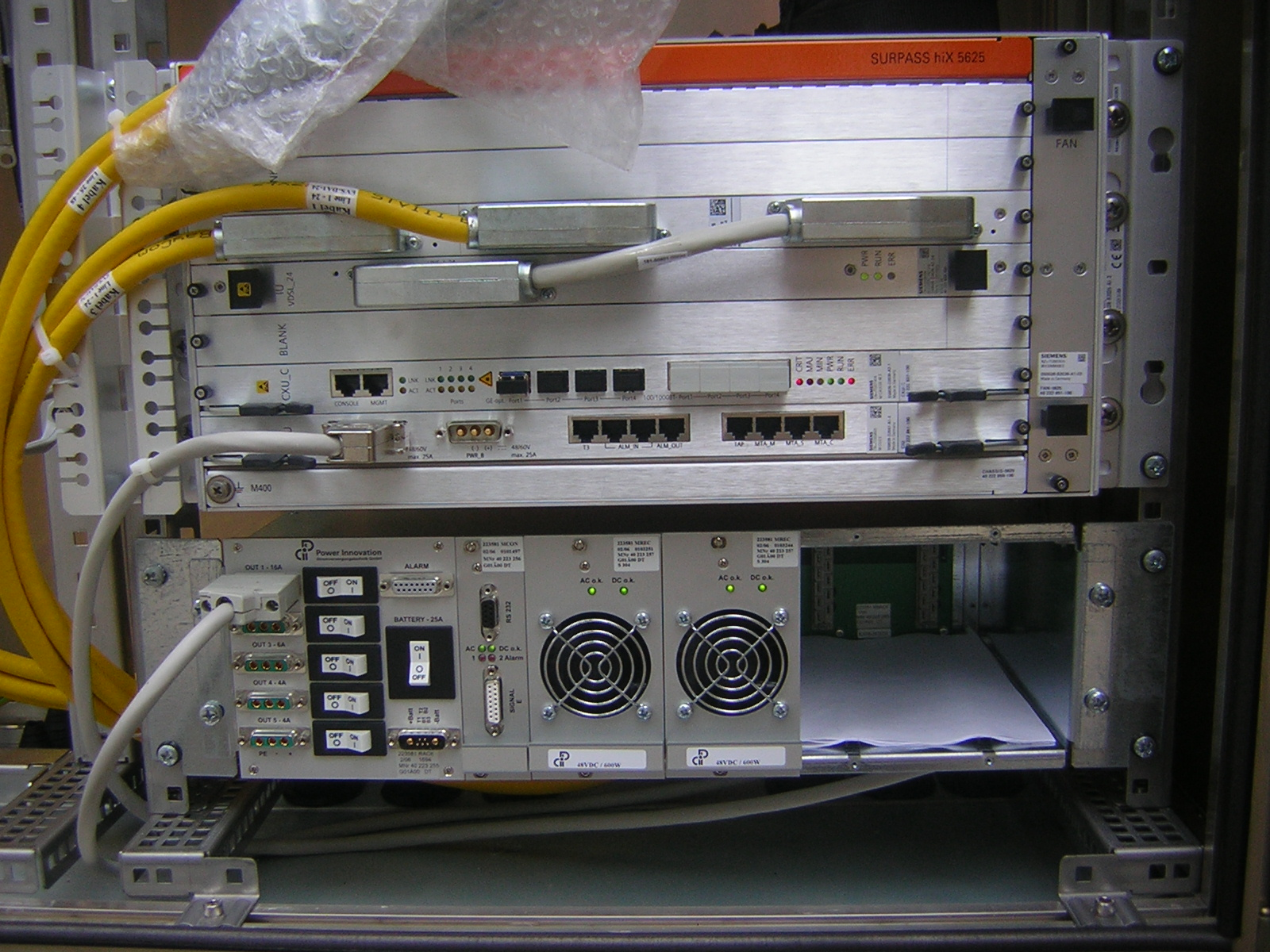
DSLAM da marca Siemens, modelo SURPASS hiX 5625 em detalhe

O Multiplexador de Acesso a Linha Digital do Assinante (do inglês Digital Subscriber Line Access Multiplexer, ou simplesmente DSLAM) permite que linhas telefônicas de cobre convencionais tenham acesso a conexões com a internet em altas velocidades. É um equipamento de rede, normalmente localizado junto a uma central telefônica, cuja função é concentrar o tráfego de diversas linhas telefônicas que possuam um modem compatível com a tecnologia xDSL e conectá-las com a rede de dados. O DSLAM pode ser comparado a um roteador, pois faz a distribuição da conexão com a internet para os assinantes de telefone que optarem por esse serviço.
É um equipamento que trabalha na camada 2 do modelo OSI, podendo trabalhar na camada 3 mas isso demanda muito processamento do equipamento que a princípio foi idealizado para trabalhar na camada 2. 
São possíveis conexões do tipo xDSL como dito acima, como exemplo temos o ADSL, SDSL, VDSL, GHDSL e SHDSL. Outro tipo de serviço que o DSLAM pode suportar é o FTTx ou até mesmo GPON dependendo do fabricante.
Uma topologia de rede comumente utilizada é a seguinte, o DSLAM é geralmente conectado a um B-RAS (broadband remote access server) onde chegam as requisições de PPPoE, que é a autenticação que o usuário necessita para se conectar a internet, mas também é muito comum conectar-se a roteadores de grande porte para conexões roteadas e com IP fixo não usando ou fazendo autenticação de internet.